# Thaicoris
Thaicoris is een geslacht van wantsen. Het geslacht werd voor het eerst wetenschappelijk beschreven door Kormilev in 1969. Soms wordt het geslacht ingedeeld by de familie Thaumastocoridae en anderen delen het in bij de Piesmatidae (Amarantwantsen).

## Soorten
Het genus is monotypisch en bevat alleen de volgende soort:

- Thaicoris sedlaceki Kormilev, 1969